# Ephippion guttifer
Ephippion guttifer, tên thông thường tiếng Anh là prickly puffer (nghĩa là cá nóc gai), là loài cá biển duy nhất thuộc chi Ephippion trong họ Cá nóc. Loài này được mô tả lần đầu tiên vào năm 1831.

## Từ nguyên
Ephippion: Từ tiếng Hy Lạp cổ ἐφίππιον (ephíppion, "yên ngựa"), từ ἐπῐ́ (epí, "trên") + ἵππος (híppos, "ngựa").

## Phân bố và môi trường sống
E. guttifer có phạm vi phân bố rộng khắp vùng biển Đông Đại Tây Dương. Loài này được tìm thấy từ Maroc và cực tây Địa Trung Hải, trải dài về phía nam, men dọc theo bờ biển các nước Tây Phi đến Benguela, Angola. Ở phía bắc, E. guttifer đã được ghi nhận tại vịnh Biscay. E. guttifer sống ở vùng nước nông ven bờ, trong các vịnh và đầm phá, hoặc ở các khu vực cửa sông, độ sâu khoảng từ 10–100 mét (33–328 ft).

## Mô tả
E. guttifer trưởng thành có kích thước tối đa được ghi nhận là khoảng 80 xentimét (31 in), nhưng phổ biến hơn ở chiều dài khoảng 55 xentimét (22 in). Lưng và hai bên lườn của chúng có màu nâu sẫm, nhạt dần về phía bụng. Cơ thể được phủ bởi nhiều đốm trắng mờ bằng 1/4 - 1/3 đường kính mắt.
Số gai ở vây lưng: 0; Số tia vây mềm ở vây lưng: 10; Số gai ở vây hậu môn: 0; Số tia vây mềm ở vây hậu môn: 9; Số tia vây mềm ở vây ngực: 14 - 15. Vây đuôi có khía ở cá non và cá sắp trưởng thành và hình lưỡi liềm ở cá trưởng thành. Các gai nhỏ có ở mặt bụng tới gần hậu môn; trên lưng và mặt bên ở cá trưởng thành thì các gai biến đổi nhiều với các đáy xương phình to tạo thành giáp gồm các tấm vảy.
Cũng như những loài cá nóc khác, E. guttifer có khả năng sản xuất và tích lũy các độc tố như tetrodotoxin và saxitoxin trong da, tuyến sinh dục và gan. Mức độ độc tính khác nhau tùy theo từng loài, và cũng phụ thuộc vào khu vực địa lý và mùa.
Thức ăn của E. guttifer rất đa dạng, bao gồm rong tảo, các loài động vật giáp xác, cầu gai và động vật thân mềm. Loài này được đánh bắt nhằm mục đích làm thực phẩm, có thể được bày bán tươi trong các chợ cá, muối khô hoặc hun khói.